# Pod Łuszczacz
Pod Łuszczacz – część wsi Zielone w Polsce, położona w województwie lubelskim, w powiecie zamojskim, w gminie Krasnobród.
W latach 1975–1998 Pod Łuszczacz należał administracyjnie do województwa zamojskiego.
Wierni Kościoła rzymskokatolickiego należą do parafii Nawiedzenia Najświętszej Maryi Panny w Krasnobrodzie.